# As Órfãs
O convento, igreja e colégio das Órfãs é un conjunto de edifícios de estilo barroco situados na cidade de Santiago de Compostela, Galiza, Espanha, vulgarmente conhecido como As Órfãs (em galego: As Orfas; em castelhano: Las Huérfanas).
O conjunto localiza-se no número cinco da Rua das Orfas, na parte oriental da cidade velha, a sudeste da catedral. A convento e colégio anexo foram construídos no início do século XVII para oferecer alojamento e educação a meninas desamparadas da cidade, por iniciativa do arcebispo Xoán de San Clemente. Posteriormente foi modificado pelos arquitetos Domingo de Andrade e Fernando de Casas Novoa. A igreja é mais recente, tendo sido construída em 1671 por Melchor de Velasco. No seu interior alberga um altar-mor de estilo rococó da autoria de Francisco de Lens, onde se destaca uma imagem da Imaculada realizada em 1756 por José Gambino, a qual é ladeada por São José e Santiago Maior. Destaca-se ainda o túmulo do cardeal Martín de Herrera esculpido por Asorey.
Na atualidade o convento é a sede do Colégio de Nossa Senhora dos Remédios, mas continua a ser conhecido popularmente como As Orfas. A igreja está aberta ao público e nela é celebrada missas diariamente.